# Helianthemum gorgoneum
Espèce
Statut de conservation UICN

 EN B1ab(ii,iv)+2ab(ii,iv) : En danger
Helianthemum gorgoneum est une espèce de plantes à fleurs de la famille des Cistaceae endémique du Cap-Vert.

## Répartition et habitat
Cette espèce est présente sur les îles de Santo Antão, Santa Luzia, Fogo et Brava. On la trouve du niveau de la mer à 1 500 m d'altitude. C'est une plante mésophyte qui vit principalement dans les zones sub-humides et semi-arides. Elle pousse sur des sols rocheux et sur des sols volcaniques